# Peltoperla arcuata
Peltoperla arcuata är en bäcksländeart som beskrevs av James George Needham 1905. Peltoperla arcuata ingår i släktet Peltoperla och familjen Peltoperlidae. Inga underarter finns listade i Catalogue of Life.